# August Weismann
Friedrich Leopold August Weismann (Francoforte sul Meno, 17 gennaio 1834 – Friburgo in Brisgovia, 5 novembre 1914) è stato un biologo e botanico tedesco.

## Biografia
Ernst Mayr definì la sua la più importante teoria evoluzionista dopo quella di Charles Darwin. È considerato uno dei più acuti teorici dell'evoluzionismo e dell'ereditarietà. Accolse con entusiasmo le teorie di Charles Darwin, contribuendo alla loro diffusione e alla loro accettazione in Germania, contribuendo in maniera sostanziale con deduzioni personali, avvicinandosi e successivamente diventando la "guida" del movimento "neodarwinista" che negava in maniera categorica la trasmissibilità dei caratteri acquisiti. Un'evoluzione dettata della selezione, la cui azione avviene sulle variazioni individuali ereditarie, tutte esclusivamente di origine interna. L'azione che l'ambiente esercita sul corpo degli organismi, non si ripercuote sulle cellule riproduttive, annullando gli effetti dell'eredità e di conseguenza dell'evoluzione.
Egli inoltre fu il primo, nel 1887, ad intuire che la meiosi, descritta in quel periodo, fosse una divisione riduzionale, atta cioè a dotare i gameti di metà dei cromosomi, cosicché dalla loro unione si ritorna al numero presente nelle cellule somatiche. Tale teoria venne confermata ben 15 anni dopo da Walter Sutton, il quale osservò l'appaiamento dei cromosomi omologhi durante la meiosi e la loro susseguente divisione nelle cellule figlie.

## Alcune opere

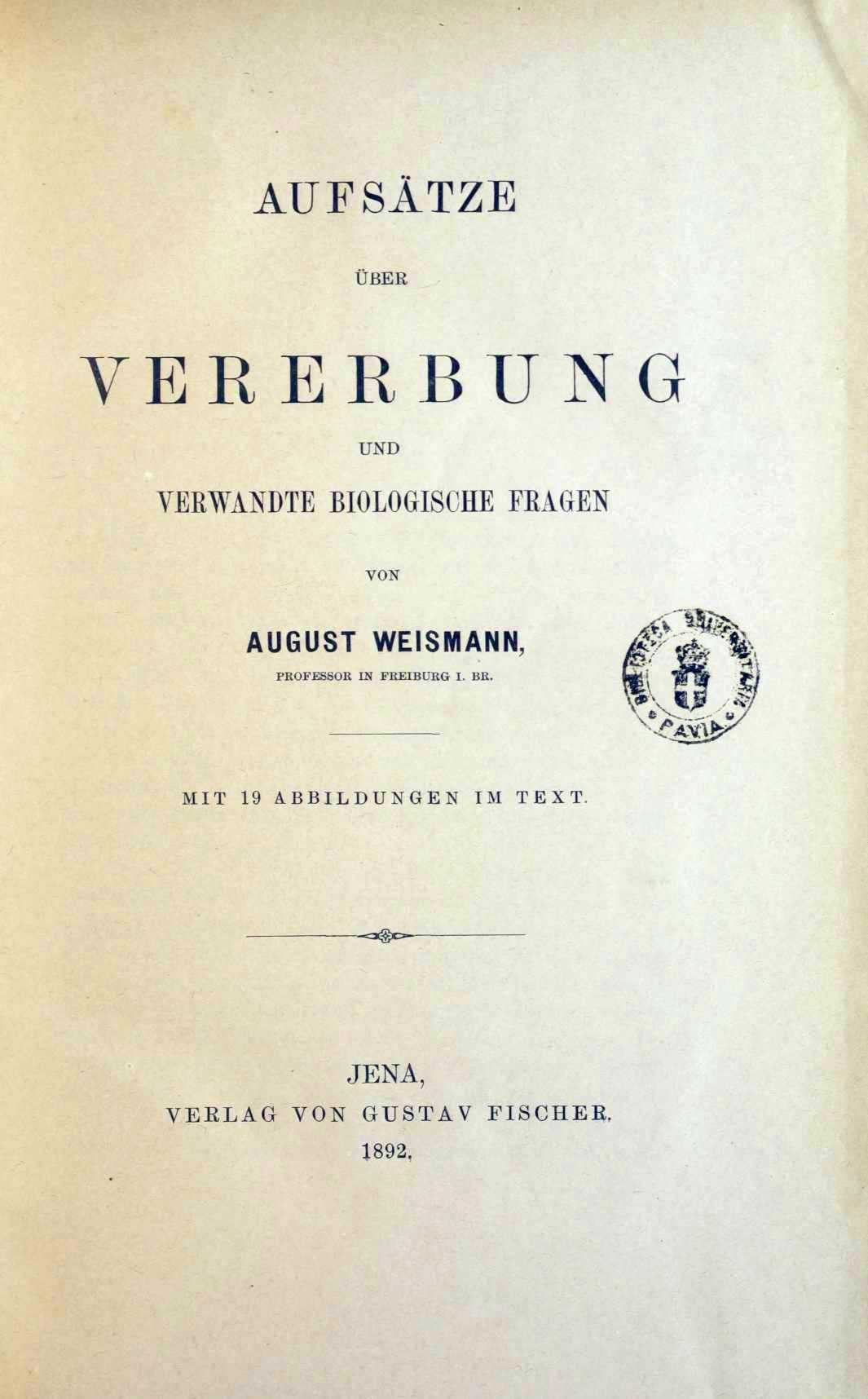
Aufsätze über Vererbung und verwandte biologische Fragen, 1892

- Berechtigung der Darwinschen Theorie (1868).
- Studien zur Deszendenztheorie (1875-1876).
- Über die Dauer des Lebens (1882).
- (DE) Entstehung der Sexualzellen bei den Hydromedusen, vol. 1, Jena, Fischer, 1883.
- (DE) Entstehung der Sexualzellen bei den Hydromedusen, vol. 2, Jena, Fischer, 1883.
- Über Leben und Tod (1884).
- Die Kontinuität des Keimplasmas als Grundlage einger Theorie der Vererbung (1885).
- Über Germinal-selektion (1896).
- Das Keimplasma (1892).
- (DE) Aufsätze über Vererbung und verwandte biologische Fragen, Jena, Fischer, 1892.
- Vorträge über Deszendenztheorie (1902).